# (39559) 1992 OL8
1992 أو أل 8 (ويعرف أيضًا باسم (39559) 1992 أو أل 8 وفق تسمية الكوكب الصغير) (بالإنجليزية: 1992 OL8)‏ هو كويكب ضمن حزام الكويكبات؛ وترتيبه 39559 من حيث الاكتشاف.
اكتُشف هذا الجُرم الفلكي بواسطة Álvaro López-García ‏ في 22 يوليو 1992.

## وصلات خارجية
- (39559) 1992 OL8 في قاعدة بيانات مختبر الدفع النفاث لأجرام النظام الشمسي الصغيرة

- الاكتشاف · مخطط المدار ·  العناصر المدارية · المعلمات المادية

- (39559) 1992 OL8 على موقع ويكي سكاي: DSS2, SDSS, GALEX, IRAS, Hydrogen α, X-Ray, Astrophoto, Sky Map, Articles and images